# Hynobius hidamontanus
Hynobius hidamontanus är en groddjursart som beskrevs av Matsui 1987. Hynobius hidamontanus ingår i släktet Hynobius och familjen Hynobiidae. IUCN kategoriserar arten globalt som starkt hotad. Inga underarter finns listade i Catalogue of Life.